# Trzy Ambony (Stołowe Skały)
Trzy Ambony (niem. Hohenzollernfels, 660 m n.p.m.) – skała położona w południowo-zachodniej Polsce w Górach Złotych (Sudety).
Skała o wysokości kilku metrów w grupie gnejsowych Stołowych Skał (niem. Schollenstein) na zachodnim stoku Królówki w dolinie potoku Biała Lądecka, w pobliżu miejscowości Stójków i uzdrowiska Lądek-Zdrój, w lesie świerkowo-bukowym na terenie Śnieżnickiego Parku Krajobrazowego. Przed 1945 znany cel spacerów kuracjuszy i punkt widokowy.

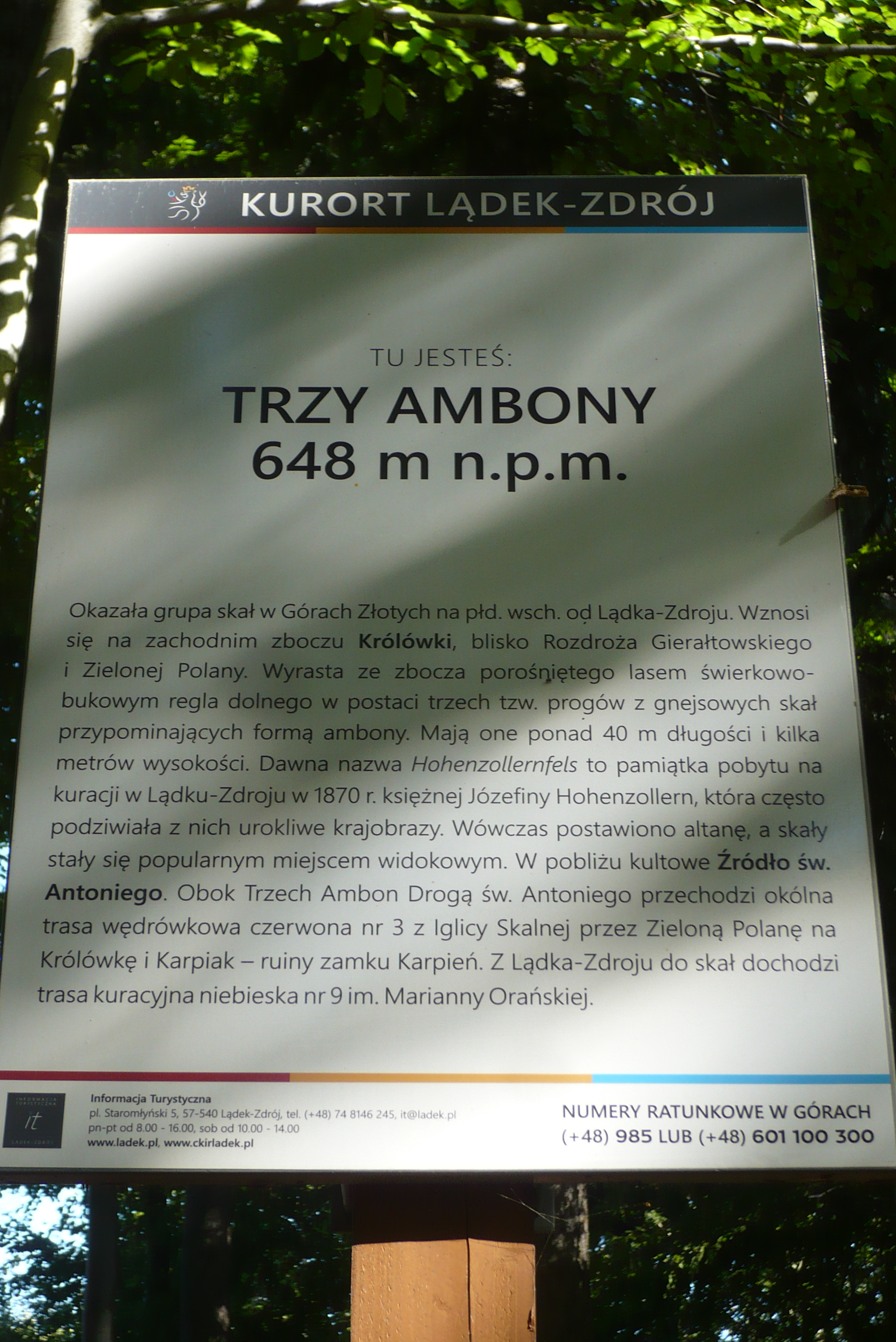

## Stołowe Skały
Grupę tworzy osiem skał, położonych na wysokości 465–779 m n.p.m.
- Niżna (465 m n.p.m.)
- Baszta (500 m n.p.m.)
- Mała (505 m n.p.m.)
- Wyżna (520 m n.p.m.)
- Iglica lub Igliczna (526 m n.p.m.)
- Skalny Ząb (602 m n.p.m.)
- Trzy Ambony (660 m n.p.m.)
- Kobylicowa (779 m n.p.m.)

## Szlaki turystyczne
- czerwona ścieżka krajoznawcza prowadzi wzdłuż skał tworząc pętlę Lądek-Zdrój - zamek Karpień - Stójków[2].
- zielony szlak rowerowy ER2 prowadzi ponad Skalnym Zębem między miejscowościami Stronie Śląskie - Lądek-Zdrój[2].